# Koudiet N'Aït Arif
Pour les articles homonymes, voir Arif.
La Koudiet N'Aït Arif ou Béni Arif (en arabe : كدية نآيث عريف/بني عريف, en tamazight : Kudyet n Ayṯ Ɛrif, en tifinagh : ⴽⵓⴷⵢⴰⵜ ⵏ ⴰⵢⵝ ⵄⵔⵉⴼ), est un sommet du massif de l'Atlas blidéen culminant à 1 079 mètres d'altitude et dominant les communes de Bougara, Ouled Slama, Larbaa et la plaine de la Mitidja en Algérie. C'est le point le plus élevé du territoire de la fraction des Aït Arif (issue des Aït Attia, une des huit tribus de la confédération amazighe des Aït Moussa montagnards).
Les El Arifi (Laɛrifi ⵍⴰⵄⵔⵉⴼⵉ العريفي), une des familles locales les plus anciennes, portent un patronyme dérivé de l'oronyme Koudiet n Aït Arif.